# Ivan Vesenjak
Ivan Vesenjak (Gorišnica, 22 dicembre 1880 – Maribor, 8 maggio 1938) è stato un politico jugoslavo, di etnia slovena. Ministro dell'Agricoltura del Regno dei Serbi, Croati e Sloveni.

## Biografia

### Gli studi
Ivan Vesenjak] nacque a Moškanjcii da Franc, un giovane contadino diciassettenne, e da Liza. Dal 1887 al 1893 frequentò la scuola elementare a Gorišnica. Dal 1894 al 1898 fece il Liceo, prima a Ptuj e in seguito a Lubiana. Dopo il diploma, studiò geografia e storia a Vienna dal 1902 al 1905, completando gli studi a Graz, dove completò i suoi studi.

### La politica
Fu professore a Lubiana dal 1908 al 1919, poi a Maribor fino al 1923. Dal 1923 al 1929 fu eletto deputato del distretto di Ptuj nella lista Partito Popolare Sloveno e fu brevemente ministro per la riforma agraria nel governo Davidović III nel 1924. Fino al 1931 fu membro del Consiglio legislativo supremo e dal 1936 sindaco del comune di Košaki vicino a Maribor.